# Kimberly (Alabama)
Pour les articles homonymes, voir Kimberly.
Kimberly est une municipalité américaine située dans le comté de Jefferson en Alabama.
Selon le recensement de 2010, sa population est de 2 711 habitants. La municipalité s'étend sur 5,85 milles carrés (15,15 km2).
D'abord appelée Jefferson, la localité prend le nom de Kimberly lors de l'arrivée de la poste en 1901, en référence à la région minière de Kimberley en Afrique du Sud. Elle devient une municipalité en 1951.

## Démographie
| 1960 | 1970 | 1980  | 1990  | 2000  | 2010  |
| ---- | ---- | ----- | ----- | ----- | ----- |
| 763  | 847  | 1 043 | 1 096 | 1 801 | 2 711 |